# All the Birds in the Sky
All the Birds in the Sky é um romance de fantasia científica de 2016 da escritora e editora americana Charlie Jane Anders. É seu romance de estreia de ficção especulativa e foi publicado pela primeira vez em janeiro de 2016 nos Estados Unidos pela Tor Books. O livro é sobre uma bruxa e um geek da tecnologia, seu relacionamento problemático e suas tentativas de salvar o mundo do desastre. A editora descreveu a obra como "uma mistura de fantasia literária e ficção científica".
O romance foi, em geral, bem recebido pelos críticos. Ganhou o Prêmio Nebula de Melhor Romance de 2017, o Prêmio Crawford de 2017 e o Prêmio Locus de Melhor Romance de Fantasia de 2017; também foi indicado ao Prêmio Hugo de Melhor Romance de 2017. A revista Time colocou-o em 5º lugar no seu "Top 10 de Romances" de 2016, e selecionou-o como um dos seus "100 Melhores Livros de Fantasia de Todos os Tempos".

## Resumo do enredo
Um pequeno pássaro pousou perto de Patricia. "Olá", ele gorjeou. "Olá, olá."Patricia balançou a cabeça, ela não conseguia fazer nenhum som. Mas ela já tinha passado disso agora. "Olá", ela disse. E graças a todos os pássaros no céu, ela parecia apenas mais um pássaro fofocando.

— All the Birds in the Sky, página 99
All the Birds in the Sky se passa em um futuro próximo e é sobre Patricia e Laurence, uma bruxa e um geek de tecnologia. Patricia descobre, quando tem seis anos, que tem habilidades mágicas, como falar com pássaros, mas ela não tem controle sobre isso e não pode invocá-las quando quiser. Laurence, desde jovem, inventa dispositivos, faz uma máquina do tempo de dois segundos com um relógio e, mais tarde, constrói um supercomputador em seu quarto. Patricia e Laurence frequentam a mesma escola de ensino fundamental, onde se descobrem depois de serem condenados ao ostracismo por outras crianças por serem muito estranhos.
No entanto, o tempo que eles passam na escola não dura muito e eles logo se separam. Patrícia foge após ser acusada de bruxaria e, com a ajuda de um pássaro, torna-se uma e voa para longe; ela é interceptada por um mágico que a matricula em uma escola de bruxas. Laurence é enviado pelos pais para um reformatório militar por seu comportamento não conformista.
Dez anos depois, Patricia e Laurence, adultos, se reencontram em uma festa. Patricia agora é uma bruxa que pode controlar e usar suas habilidades mágicas e se juntou a uma cabala de bruxas. Laurence escapou do reformatório e agora faz parte de um grupo de especialistas com ideias semelhantes que estão construindo um gerador de buracos de minhoca. Patricia e Laurence mantêm contato, mas suas filosofias divergentes prejudicam o relacionamento.
Tudo isso acontece no contexto de um mundo em deterioração, assolado por supertempestades, terremotos e guerras que destroem cidades e desestabilizam países. É o começo do Desvendamento. Isso leva a um confronto entre ciência e magia, o que coloca em risco o relacionamento de Patricia e Laurence. A história termina com a dupla reconciliando suas diferenças e combinando ciência e magia para impedir o Desvendamento.

## Background
O primeiro romance de Anders, Choir Boy, foi publicado em 2005. A maior parte foi escrita em 2001, e ela a descreveu como uma ficção "literária muito estranha". Depois disso, ela trabalhou em vários romances, incluindo All the Birds in the Sky, mas foi somente quando sua novela de ficção científica "Six Months, Three Days" lhe rendeu um Prêmio Hugo de Melhor Novela, que ela percebeu o que os leitores procuravam e se concentrou em All the Birds in the Sky. Em uma entrevista de 2016 no podcast de livros de ficção científica Geek's Guide to the Galaxy, Anders disse que, enquanto os outros livros em que estava trabalhando "pareciam algo que outras pessoas poderiam ter escrito", All the Birds "parecia algo que só eu poderia ter escrito". Ela passou a maior parte de 2011 trabalhando no livro. A Tor Books adquiriu All the Birds in the Sky em março de 2014, com publicação planejada para 2015.
Os primeiros rascunhos do romance incluíam alienígenas e um bruxo maligno. Anders lembrou que ela "encheu-o demais com elementos de gênero" a ponto de se tornar "uma espécie de paródia de gênero". Mas foi por volta do sexto rascunho que ela decidiu que seria sobre uma bruxa e um cientista louco, Patricia e Laurence. Inicialmente, eles seriam rivais, usando ciência e magia para lutar entre si, mas Anders percebeu que seria melhor se fossem amigos. Ela disse que foi o relacionamento que ela criou em "Seis Meses, Três Dias" que a fez decidir fazer de All the Birds in the Sky uma "história de relacionamento". Anders citou Little Brother (2008), de Cory Doctorow, e Among Others (2011), de Jo Walton, como inspiração para as seções de amadurecimento de Patricia e Laurence no romance.

## Recepção
Em uma resenha no SF Signal, o crítico de ficção científica James Wallace Harris descreveu All the Birds in the Sky como "três casamentos: um casamento de ficção científica e fantasia, ... YA e adulto, e ... gênero e literário." Ele disse que Anders consegue isso "com um toque leve, produzindo um romance que é uma alegria de ler, mas é tão profundo quanto você está disposto a cavar." Escrevendo no The Independent, David Barnett descreveu o romance como uma mistura de Diana Wynne Jones, Douglas Coupland e Neil Gaiman - "um pouco de ficção científica, um pouco de fantasia e muita diversão". Ele acrescentou que Anders é "uma nova voz importante na ficção de gênero" e que este livro "marca uma estreia corajosa e inovadora que, por mais satisfatória que seja, talvez indique ainda mais grandeza por vir".
Michael Berry escreveu no San Francisco Chronicle que a mistura de ficção científica e fantasia com uma história de amadurecimento de Anders deve satisfazer os leitores de cada um desses gêneros. Ele disse que o romance é "claramente algo especial" que "anda na linha entre o peculiar e o bonitinho", mas é equilibrado o suficiente para compensar os "aspectos caprichosos" da história. Em uma resenha no New York Journal of Books, a romancista e editora Samantha Holloway chamou o romance de "um livro muito legal" na forma como ele pode ser simultaneamente "terrível e perigoso" e "belo e charmoso"; na forma como ele aborda "temas pesados" como destino, livre-arbítrio e desastre ecológico, mas parece estar "dançando com eles [em vez de] lutando"; e na forma como ele simplesmente não "se leva muito a sério". Holloway disse que o “dom de Anders para o diálogo e a descrição” torna a “estranheza ... visceral e plausível”.
Em uma resenha no Locus, Gary K. Wolfe escreveu que, embora histórias que misturam ficção científica e fantasia sejam frequentemente sobre ciência versus magia, e seu resultado seja geralmente previsível, All the Birds in the Sky "é um dos romances mais surpreendentes que li este ano" e, no geral, "um dos mais deliciosos". Ele disse que Anders consegue isso com "algo tão simples como o tom". A primeira parte é "um romance YA absolutamente fantástico", alcançado por um "controle de tom magistral, excêntrico e às vezes hilário"; mais tarde, "fica um pouco instável de vez em quando" conforme a história passa de "consertar um relacionamento para consertar o mundo", mas neste ponto "Anders praticamente nos vendeu a pura simpatia de seus personagens falhos". Escrevendo no site de British Fantasy Society, Richard Webb achou o enredo do livro geralmente "bem ritmado e envolvente" e elogiou as "belas imagens" na prosa de Anders. Mas o “romance voltado para jovens adultos” subjacente ao enredo principal não funcionou tão bem. Webb sentiu que o relacionamento de Patricia e Laurence "se desenrolou contra o desgastado 'amor condenado' de sua educação diametralmente oposta", e que seu reencontro parecia ser uma "invenção de enredo" que tinha "uma sensação de inevitabilidade".
De acordo com o agregador de resenhas Book Marks, All the Birds in the Sky recebeu críticas "entusiasmadas", com base em 8 avaliações.

## Prémios
| Ano  | Prémio                  | Prémio        | Resultado     | Ref.   |
| ---- | ----------------------- | ------------- | ------------- | ------ |
| 2017 | Crawford Award          | —             | Venceu        | [ 15 ] |
| 2017 | Hugo Award              | Novel         | Talvez        | [ 16 ] |
| 2017 | James Tiptree Jr. Award | —             | menção horosa |        |
| 2017 | Locus Award             | Fantasy Novel | Venceu        | [ 17 ] |
| 2017 | Nebula Award            | Novel         | Venceu        | [ 18 ] |

## Tranduções
O livro foi traduzido para o alemão por Sophie Zeitz e publicado na Alemanha como Alle Vögel unter dem Himmel por Fischer Tor em abril de 2017.

## Sequências
Em 2016, Anders escreveu "Clover", um conto sobre o gato de Patricia de All the Birds in the Sky. Foi publicado pela Tor.com em outubro de 2016 e posteriormente incluído na coleção de contos de Anders, Six Months, Three Days, Five Others, publicada pela Tor.com em outubro de 2017.

## Trabalhos citados
- Anders, Charlie Jane (2016). All the Birds in the Sky e-book ed. London: Titan Books. ISBN 978-1-7856-5056-7